# Paddelkanot

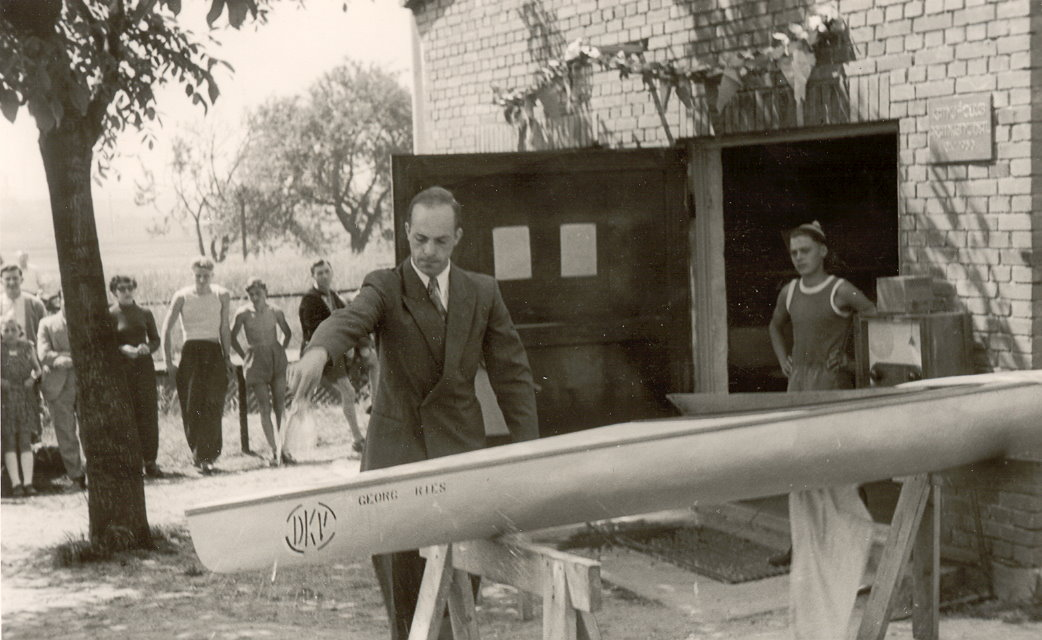
En paddelkanot i aluminium döps.

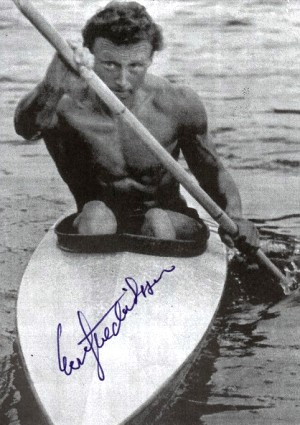
Gert Fredriksson i paddelkanot

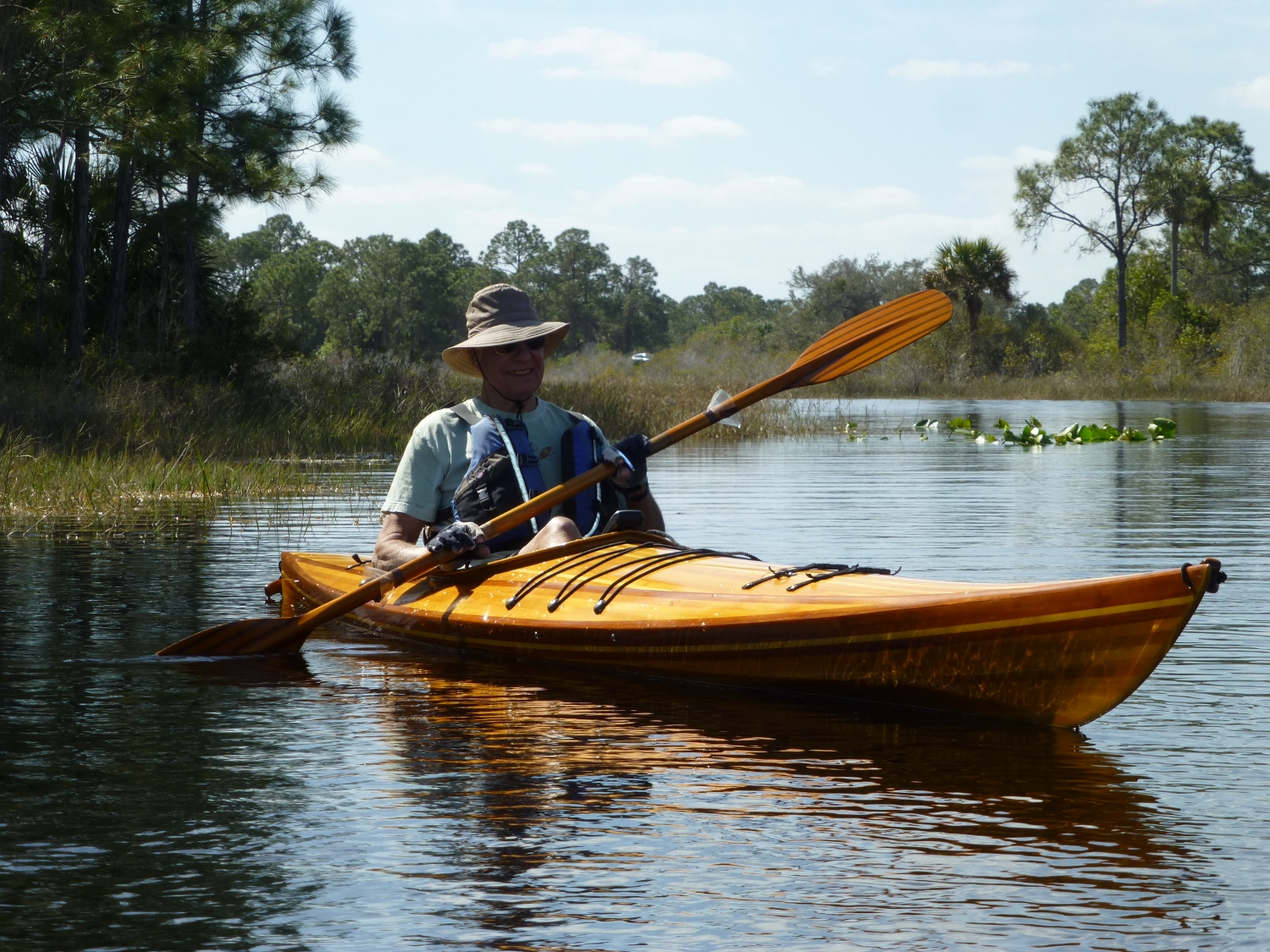
Modern kajak, en typ av paddelkanot

Paddelkanot är beteckningen för en kanot som ska paddlas, snarare än seglas. Termen uppstod runt 1900, då europeiska kanoter byggdes med avsikt att kunna både seglas och paddlas.

## Några typer av paddelkanoter
- Skärgårdskanot
- Kajak
- Långfärdskanot
- Havskajak